# Villa Carmen
Villa Carmen es un corregimiento del distrito de Capira en la provincia de Panamá Oeste, República de Panamá. Tiene una población de 1.352 habitantes (2010).